# Ray Farquharson
Pour les articles homonymes, voir Farquharson.

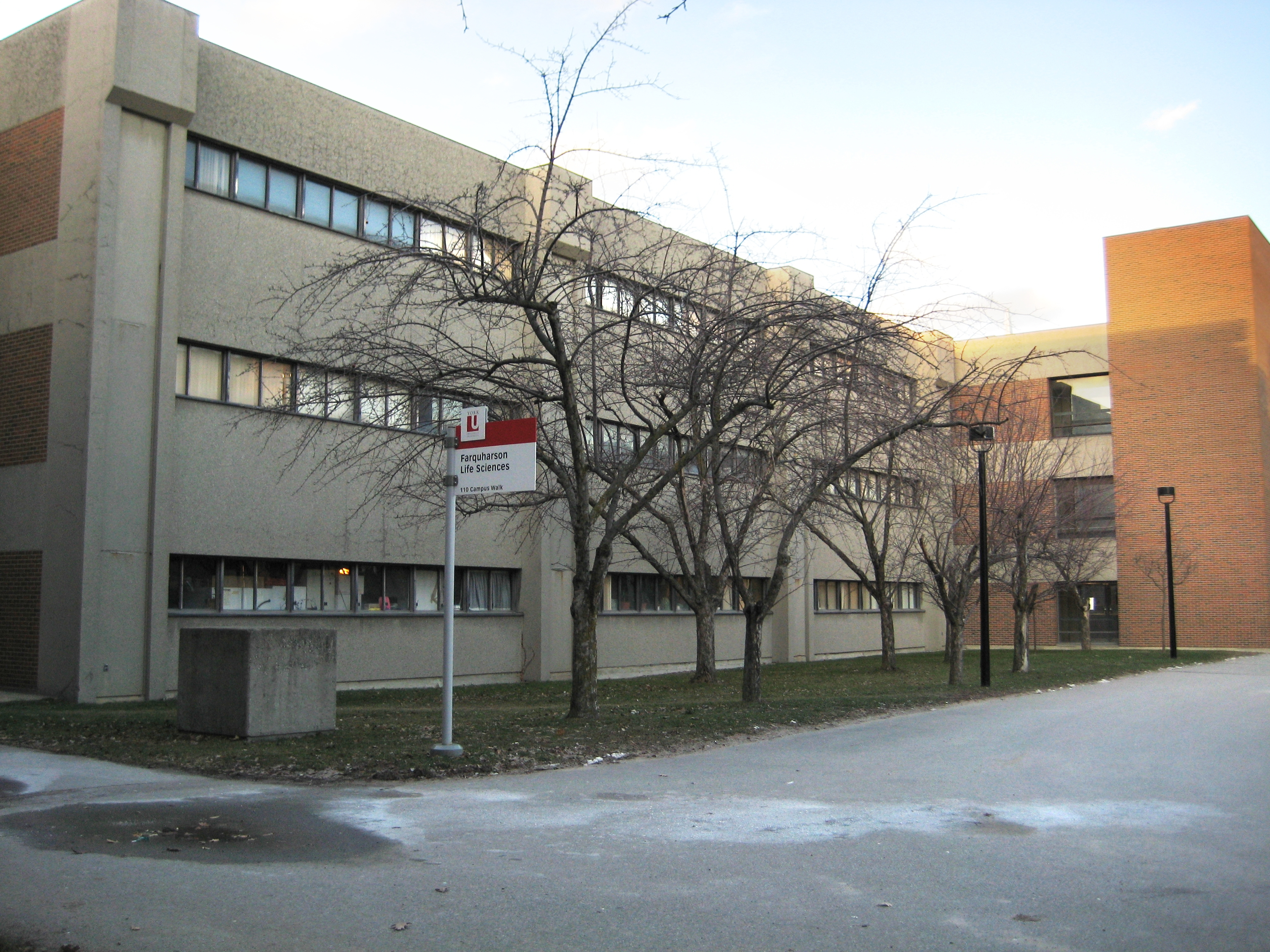
Le bâtiment Farquharson consacré aux sciences de la vie, à l'université York.

Ray Fletcher Farquharson, né le 4 août 1897 à Claude et mort le 1er juin 1965 à Ottawa, est un médecin, professeur d'université et chercheur canadien.
Il a étudié puis enseigné à l'université de Toronto la majeure partie de sa vie et a été formé et employé au Toronto General Hospital. Il a servi dans la Première et Seconde Guerre mondiale, y obtenant lors de la dernière une nomination comme membre de l'Ordre de l'Empire britannique pour son travail médical. Avec le chercheur Arthur Squires, Farquharson est responsable de la découverte du « phénomène Farquharson », un principe important de l'endocrinologie.
Farquharson a été fortement impliqué dans la recherche médicale canadienne. En tant que membre du Conseil national de recherches Canada, son rapport (dit « rapport Farquharson ») a conduit à la création du Canadian Institutes of Health Research dont il fut le premier président. Il a reçu de nombreux diplômes honorifiques d'universités canadiennes et a siégé au premier conseil des gouverneurs (Board of Governors) de l'université York.
En 1998, Farquharson a été intronisé à titre posthume au Temple de la renommée médicale canadienne.